# Comănești (okręg Aluta)
Comănești – wieś w Rumunii, w okręgu Aluta, w gminie Bobicești. W 2011 roku liczyła 183 mieszkańców.